# Bảo tàng Hồ Chí Minh

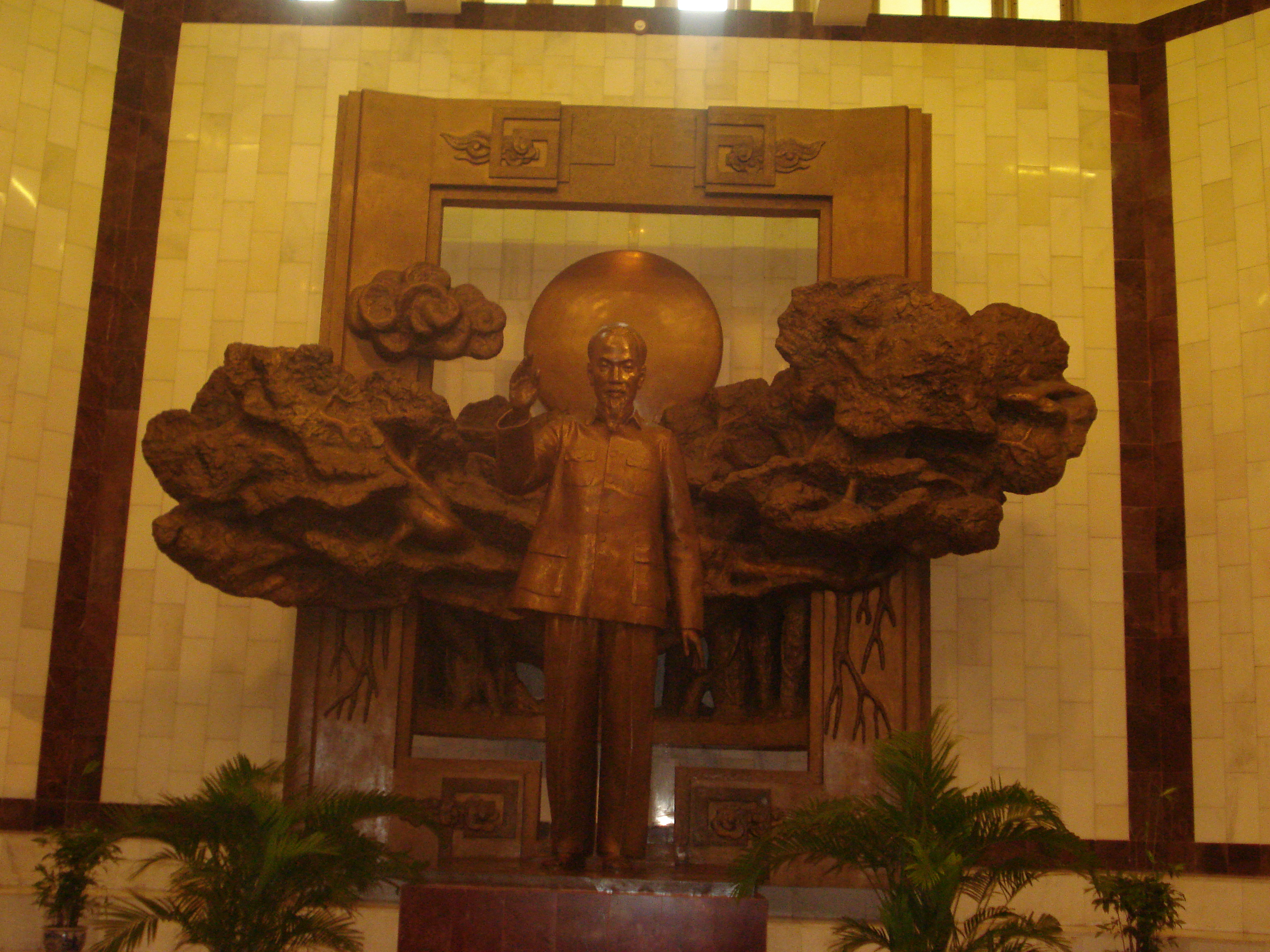
Tượng chủ tịch Hồ Chí Minh

Bảo tàng Hồ Chí Minh là bảo tàng ở Hà Nội tập trung chủ yếu vào việc trưng bày những hiện vật, tư liệu về cuộc đời và con người Hồ Chí Minh. Nằm trong khu vực có nhiều di tích như: Lăng Chủ tịch Hồ Chí Minh, Khu di tích Phủ Chủ tịch, Chùa Một Cột,... tạo thành một quần thể các di tích thu hút khách tham quan trong và ngoài nước. Bảo tàng tọa lạc tại số 19 phố Ngọc Hà, phường Đội Cấn, quận Ba Đình, thành phố Hà Nội, nằm phía sau Lăng Chủ tịch Hồ Chí Minh và cạnh công viên Bách Thảo. Bảo tàng Hồ Chí Minh là bảo tàng lớn và hiện đại nhất Việt Nam.

## Chức năng nhiệm vụ
Ngày 15 tháng 10 năm 1979, Chính phủ Việt Nam đã ban hành Nghị định số 375/ CP về chức năng, nhiệm vụ và tổ chức của Viện bảo tàng Hồ Chí Minh: "Là trung tâm nghiên cứu những tư liệu hiện vật và di tích lịch sử có quan hệ đến đời sống và hoạt động của Chủ tịch Hồ Chí Minh vĩ đại trong suốt quá trình đấu tranh cách mạng của Người và tuyên truyền, giáo dục quần chúng về sự nghiệp tư tưởng, đạo đức và tác phong của Người thông qua những tư liệu, hiện vật và di tích đó".

## Danh sách lãnh đạo qua các thời kỳ[3]
| Thời gian   | Chức vụ            | Ghi chú |
| ----------- | ------------------ | --- |
| 1977 - 1987 | Hà Huy Giáp        | Uỷ viên Ban Chấp hành Trung ương Đảng Cộng sản Việt Nam Khoá III Trưởng ban phụ trách xây dựng Bảo tàng Hồ Chí Minh (1970 - 1977) Viện trưởng Viện Bảo tàng Hồ Chí Minh (1977 - 1987)                     |
| 1970 - 1977 | Hoàng Tùng         | Uỷ viên dự khuyết Ban chấp hành Trung ương Đảng Khoá III Uỷ viên Ban chấp hành Trung ương Đảng Khoá IV và V Phó trưởng Ban phụ trách xây dựng Bảo tàng Hồ Chí Minh (1970 - 1977)                          |
| 1987 - 1990 | Vũ Kỳ              | Uỷ viên Ban phụ trách xây dựng Bảo tàng Hồ Chí Minh (1970-1977) Đại biểu Quốc hội khoá VIII (1987-1992) Phó viện trưởng Viện Bảo tàng Hồ Chí Minh (1977 - 1987) Giám đốc Bảo tàng Hồ Chí Minh (1987-1990) |
| 1981 - 1987 | Đặng Xuân Kỳ       | Uỷ viên Ban chấp hành Trung ương Đảng Khoá VI và VII Phó viện trưởng Viện Bảo tàng Hồ Chí Minh (1981-1987)                                                                                                |
| 1990 - 1999 | Cù Văn Chước       | Phó viện trưởng Viện Bảo tàng Hồ Chí Minh (1983 - 1990) Giám đốc Bảo tàng Hồ Chí Minh (1990-1999) |
| 1989 - 1997 | Nguyễn Huy Hoan    | Phó giám đốc Bảo tàng Hồ Chí Minh (1989-1997) |
| 1989 - 1997 | Hoàng Khắc Ứng     | Phó giám đốc Bảo tàng Hồ Chí Minh (1989-1997) |
| 1991 - 1998 | Đỗ Văn Trụ         | Phó giám đốc Bảo tàng Hồ Chí Minh (1991-1998) |
| 1998 - 2003 | Phạm Duy Quế       | Phó giám đốc Bảo tàng Hồ Chí Minh (1998-2003) |
| 1999 - 2007 | Nguyễn Thị Tình    | Phó giám đốc Bảo tàng Hồ Chí Minh (1997 - 1999) Giám đốc Bảo tàng Hồ Chí Minh (1999 - 06/2007) |
| 2007 - 2014 | Chu Đức Tính       | Phó giám đốc Bảo tàng Hồ Chí Minh (1998 - 6/2007) Giám đốc Bảo tàng Hồ Chí Minh (06/2007 - 3/2014) |
| 2004 - 2010 | Vũ Thị Nhị         | Phó giám đốc Bảo tàng Hồ Chí Minh (2004 - 2010) |
| 2004 - 2010 | Đỗ Trọng Bằng      | Phó giám đốc Bảo tàng Hồ Chí Minh (2004 - 2010) |
| 2014 - 2016 | Nguyễn Thúy Đức    | Phó giám đóc Bảo tàng Hồ Chí Minh (2010 - 3/2014) Quyền Giám đốc Bảo tàng Hồ Chí Minh (4/2014 - 9/2016)                                                                                                   |
| 2010 - 2019 | Nguyễn Anh Tuấn    | Phó giám đốc Bảo tàng Hồ Chí Minh (2010 - 11/2019) |
| 2014 - 2016 | Phạm Thị Thu Hương | Phó giám đốc Bảo tàng Hồ Chí Minh (2014 - 2016) |
| 2016 - Nay  | Vũ Mạnh Hà         | Giám đốc Bảo tàng Hồ Chí Minh (2016- nay) |
| 2016 - Nay  | Phạm Thị Thanh Mai | Phó giám đốc Bảo tàng Hồ Chí Minh (2016 - nay) |

## Thời gian mở cửa và giá vé
Bảo tàng mở cửa các ngày trong tuần, đóng cửa thứ Hai và thứ Sáu.
Sáng từ 8h00 - 12h00, Chiều từ 14h00 - 16h30
Giá vé tham quan:
- - Giá vé đối với khách quốc tế: 40.000 VNĐ/vé
- - Các trường hợp miễn phí vé tham quan: Người Việt Nam; Người tàn tật; Thành viên Hiệp hội Bảo tàng Quốc tế ICOM.
- - Cách thức mua vé: Mua vé trực tiếp: Tại Cổng số 19 phố Ngọc Hà, Ba Đình, Hà Nội (Sáng: Từ 8h đến 11h30 các ngày trong tuần; Chiều: Từ 14h đến 16h các ngày trong tuần (trừ thứ 2 và thứ 6)).

## Không gian khám phá Bảo tàng Hồ Chí Minh
Không gian khám phá Bảo tàng Hồ Chí Minh là nơi diễn ra các chương trình khám phá trải nghiệm trong nhà như: Đôi dép cao su Bác Hồ, hoạt động chiếu phim cùng chương trình "Pác Bó cách mạng" với trải nghiệm in báo Việt Nam độc lập và đánh máy chữ các bài thơ của Bác.
Giờ mở cửa: Thứ Ba, Thứ Tư, Thứ Năm, Thứ Bảy, Chủ nhật: Sáng 8h00 - 12h00, Chiều 14h00 - 16h30. Thứ 2 và thứ 6 đóng cửa.

## Một số lưu ý khi tham quan
Là địa điểm trưng bày tôn nghiêm có ý nghĩa lịch sử to lớn, du khách đến tham quan bảo tàng cần tuân thủ nghiêm ngặt những quy định sau: 
- Mặc trang phục nghiêm chỉnh, lịch sự, không đội mũ nón và tham quan theo hướng dẫn, không chen lấn và chú ý nhường lối cho người già yếu, khuyết tật...
- Không mang theo chất cấm, chất dễ cháy nổ, vũ khí, chất độc hại, ô nhiễm vào bảo tàng.
- Gửi hành lý, ba lô, túi xách vào đúng nơi quy định.
- Chú ý giữ vệ sinh, không hút thuốc, ăn quà vặt và không làm ồn khi tham quan.
- Không chạm tay, sờ vào hình ảnh, tư liệu, hiện vật và thiết bị trong bảo tàng.
- Trẻ dưới 10 tuổi phải có người lớn đi kèm hoặc đi theo tổ chức, trường lớp (nếu tổ chức, trường lớp tổ chức tham quan).
- Quay phim, chụp ảnh cần có sự đồng ý của ban giám đốc bảo tàng.